# 三空桥乡
三空桥乡，是中华人民共和国河南省信阳市淮滨县下辖的一个乡镇级行政单位。

## 行政区划
三空桥乡下辖以下地区：
三空桥村、曹营村、程庄村、丁营村、郝元村、贾坡村、刘围村、吕庄村、麦店村、穆楼村、曹塘村、徐庄村、叶庄村、油坊村、张门集村、麻西村、麻东村、宋庄村、郑小庄村、肖营村、薛庄村和后杨庄村。